# Septoria stachydis
Septoria stachydis är en svampart som beskrevs av Roberge ex Desm. 1847. Septoria stachydis ingår i släktet Septoria och familjen Mycosphaerellaceae.   Inga underarter finns listade i Catalogue of Life.